# 1식 전투기
1식 전투기(일본어: 一式戦闘機 잇시키센토키[*])는 제2차 세계 대전 시기에 사용된 일본 제국 육군의 전투기이다. 시제품 명칭은 Ki-43(일본어: キ43), 애칭은 하야부사(일본어: 隼), 연합군의 코드네임은 오스카(영어: Oscar)이다. 나카지마 비행기에서 개발되어, 나카지마 비행기 및 다치카와 비행기에서 제작되었다. 이 기체를 폭격기 요격용으로 설계한 것이 나카지마 Ki-44이다.
동시대의 다른기체
- 커티스 P-40 워호크
- 메서슈미트 Bf 109
- 그러먼 F4F 와일드캣

## 개발 및 발전
Ki-43은 나중에 일본 로켓 공학의 선구자로 유명해진 이토카와 히데오에 의해 설계되었다. Ki-43 프로토타입은 1937년 12월에 인기 있는 고정 기어 나카지마 Ki-27 Nate의 후속 사양에 따라 제작되었다. 이 사양은 최고 속도 500km/h (310mph), 5분 만에 5,000m (16,000ft)의 상승 속도, 800km (500마일)의 범위를 요구했다. 기동성은 적어도 Ki-27의 것만큼 뛰어날 것이었다.
1939년 1월 초에 처음 비행했을 때, Ki-43 프로토타입은 실망스러웠다. 일본의 시험 조종사들은 Ki-27 네이트보다 기동성이 떨어지고 속도가 훨씬 느리지 않다고 불평했다. 이러한 문제들을 해결하기 위해 나카지마는 1939년과 1940년에 걸쳐 일련의 점진적으로 수정된 프로토타입을 생산했다. 이러한 변화에는 주요 경량화 프로그램, 꼬리 표면이 더 뒤로 이동하는 슬림한 동체 및 새로운 캐노피가 포함되었다. 결정적으로, 11번째 프로토타입은 파울러 플랩(Fowler Flap)을 독특한 차동 "나비" 조종 방식을 도입하여 타이트 턴에서 성능을 극적으로 향상시켰다. 13번째 프로토타입은 이러한 모든 변화를 결합했으며, 이 항공기의 테스트 결과 나카지마가 Ki-43을 생산하도록 지시했으며, Ki-27 지그는 일본 점령된 만주국 하얼빈의 만수 공장으로 옮겨졌다.
1939년 11월에 Ki-43-I라는 이름으로 처음 생산되었다. 1941년 2월에 나카지마 오타 공장에서 인도가 시작되었다. 뛰어난 기동성뿐만 아니라, Ki-43-I는 가벼운 무게로 인상적인 상승 속도를 보였다. 나카지마 Ha-25 엔진이 두 개의 블레이드를 가진 2위치 가변 피치 금속 프로펠러를 회전시킴으로써 동력을 공급받았다. 최고 속도는 4,000m(13,000피트)에서 495km/h(308mph)였다.
Ki-43은 다양한 구성으로 동기화된 카울링 기관총 2개를 장착했다. 2개의 7.7mm(0.303인치) 타입 89 기관총, 1개의 12.7mm(0.50인치) Ho-103 기관총, 또는 2개의 12.7mm(0.303인치) Ho-103 기관총을 장착했다. 항공기는 이러한 차이를 반영하기 위해 다양한 하위 설계가 적용되었다. 전쟁 초기에 가장 널리 퍼진 것으로 보이는 구성은 두 개의 7.7mm (0.303인치) 타입 89 기관총을 가진 첫 번째 구성인 반면, 전쟁이 진행됨에 따라 더 무거운 조합이 인기를 얻었고 가장 무거운 무장을 가진 버전은 때때로 Ki-43-Ic로 명명되었다. Ho-103은 종종 목표 효과를 높이기 위해 폭발 탄약을 탑재했다. 나중에 연합군 전투기 방탄면에 대한 침투 효과는 미미했던 것으로 보였다.
1942년 2월에 Ki-43-II의 프로토타입이 비행하였다. Ha-25 엔진은 2단 슈퍼차저와 함께 업그레이드되었고, 따라서 더 강력한 나카지마 Ha-115 엔진이 되었고, 더 긴 코드의 카울링에 장착되었다. 새로운 엔진은 3개의 블레이드를 가진 프로펠러를 만들었다. Ki-43-I에서 실패를 겪은 날개 구조는 강화되었고 낙하용 연료 탱크 또는 폭탄을 위한 랙을 갖추고 있다. 또한 Ki-43-II는 조종사의 머리와 등을 위한 13mm (0.51인치) 갑옷판이 장착되었고, 항공기의 연료 탱크는 고무로 코팅되어 조잡한 자가 밀봉 탱크를 형성했다. 이것은 나중에 2mm 방수 라미네이션이 장착된 3겹 고무 블래더로 대체되었다. 블래더는 7.7mm (0.303인치) 탄환에 대해 강한 저항성을 입증했지만 더 큰 교정기에 대해서는 효과적이지 않았다. 조종사는 또한 이전의 망원경 건나이트를 대신하여 약간 더 큰 캐노피와 반사 건나이트를 즐겼다. 
나카지마 사는 1942년 11월 오타 공장에서 Ki-43-II의 생산을 시작했다. 타치카와 히코키 KK와 타치카와에 있는 1군 항공 무기고 (타치카와 다이이치 리쿠군 고쿠쇼)에서도 생산이 시작되었다. 타치카와 히코키는 성공적으로 Ki-43의 대규모 생산에 진입했지만 숙련된 노동자 부족으로 인해 어려움을 겪으면서 1군 항공 무기고는 덜 성공적이었지만 49대의 Ki-43이 생산된 후 생산을 중단하라는 명령을 받았다. 나카지마는 결국 1944년 중반 Ki-84 하야테에 유리하게 생산을 중단했지만, 타치카와 히코키는 계속해서 Ki-43을 생산했다.
타치카와는 또한 더 강력한 나카지마 육군 1형 Ha-115-II 엔진을 사용한 Ki-43-III도 생산했다. 최고 속도는 576km/h (358mph)까지 증가했다. 타치카와는 1944년 4월부터 전쟁이 끝날 때까지 2124대의 Ki-43-II와 -III 항공기를 생산했다. 모든 버전의 총 생산은 5,919대에 달했다.

## 실전
Ki-43은 가장 널리 사용되는 육군 전투기로 30개의 센타이 FR (비행 연대)과 12개의 추타이 IS (독립 비행 편대)를 갖추고 있다. Ki 43-I를 장착한 첫 번째 부대는 1941년 6월부터 8월까지 한커우 비행장에서 59번째 FR이었고 1941년 10월 29일에 헝양 상공에서 작전 분류를 시작했다. 새로운 항공기로 재장착된 두 번째 부대는 1941년 8월부터 11월까지 64번째 FR이었다.
첫 번째 버전인 Ki-43-I는 1941년에, Ki-43-II는 1942년 12월에, Ki-43-II는 1943년 6월에, 그리고 Ki-43-III는 1944년 여름에 실전배치했다. 이 항공기는 중국, 버마, 말레이 반도, 뉴기니, 필리핀, 남태평양 섬들과 일본 본국의 섬들에서 싸웠다.
제로와 마찬가지로, Ki-43은 처음에는 말라야, 네덜란드 동인도, 버마, 뉴기니의 상공에서 항공 우위를 누렸다. 이것은 부분적으로는 오스카상의 우수한 성적 때문이었고, 부분적으로는 전쟁 초기 몇 달 동안 아시아와 태평양에서 주로 커티스 P-36 호크, 커티스 P-40 워호크, 브루스터 F2A 버펄로, 호커 허리케인, 커티스 라이트 CW-21과 같은 전투를 준비한 연합군 전투기들의 상대적으로 적은 수의 덕분이기도 했다. 
그러나, 전쟁이 진행됨에 따라, 전투기는 오스카상의 이전 모델인 느리고 고정 장치를 장착한 Ki-27 "네이트"와 더 진보된 해군 A6M 제로와 같은 약점으로 고통을 받았고, 가벼운 방탄면과 효과적이지 않은 자체 밀봉 연료 탱크로 인해 전투에서 높은 사상자가 발생했다. 두 개의 기관총으로 무장한 것은 또한 더 무거운 장갑을 낀 연합군의 항공기들에 대항하기에 부적절하다는 것이 증명되었다. 레퍼블릭 P-47 썬더볼트, 록히드 P-38 라이트닝, 북미 P-51 머스탱, Vought F4U 콜세어, 그루먼 F6F 헬캣, 야코블레프 야크-9, 야코블레프 야크-3U 그리고 최신 모델의 슈퍼마린 스피트파이어/시파이어와 같은 새로운 연합군의 항공기들이 도입되면서, 일본은 방어전으로 내몰렸고, 대부분의 항공기들은 경험이 부족한 신참 조종사들에 의해 비행했다. 그러나, 심지어 막바지에 이르더라도, 오스카의 뛰어난 기동성은 성급한 연합군의 조종사들에 비해 여전히 유리할 수 있다.

## 제원
- 전장: 8.92m
- 전폭: 10.84m
- 전고: 3.27m
- 주익면적: 21.4m²
- 익면하중: 121kg/m²
- 자체중량: 1,910kg
- 전비중량: 2,590kg
- 엔진: 나카지마 사카에 복열 14기통 공랭식 성형엔진, 공칭 1,150마력
- 최대속도: 530km/h(고도 4,000m)
- 항속거리: 1,760km
- 무장: 기수 상면에 12.7mm Ho-103 기관총 2정 (탄약 250발)

## 같이 보기
- 2식 단좌전투기
- 4식 전투기
- 그러먼 F4F 와일드캣
- 0식 함상전투기